# Fonograma (lingüística)
|  | Per a altres significats, vegeu «fonograma». |

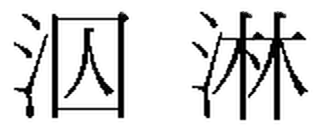
Fonogrames xinesos per "nedar" i "amarar" compostos de dos logogrames, el primer element indica que és una paraula relacionada amb l'aigua i el segon ("presoner" i "bosc"), vol dir que es pronuncien igual que aquests, qiu i lín respectivament.

Un fonograma és un grafema (caràcter escrit) que representa un fonema (so de la parla) o una combinació de fonemes, com les lletres de l'alfabet llatí o els kana japonesos.
Per exemple, "igh" és un fonograma de l'anglès que representa el so dur "I" a la paraula "high". Mentre que el terme "fonema" es refereix a la fonètica dels sons, el terme "fonograma" es refereix a les lletres que representen aquest so.
Això contrasta amb el logograma, que representa paraules i morfemes (unitats significatives del llenguatge), i caràcters muts determinants, emprats per a marcar categories semàntiques que són simplement lletres.
En el camp de la lingüística, per exemple en català, la lletra a és un fonograma quan representa el so [a], com en "papa". .

## Etimologia
"Un fonograma significa un so presentat per una o més lletres. Fono: element compositiu que entra anteposat a la formació d'algunes veus catalanes amb el significat de veu, so. Grama: element compositiu que entra proposat en la formació d'algunes veus espanyoles amb el catalanes d'escrit, traç i línia. "
No s'ha de confondre amb el terme fonograma utilitzat en la indústria de la música per designar qualsevol mitjà per a la fixació i/o reproducció de so (inclosos discos, cassets i cintes, per qualsevol mitjà inventat o inventat, ja sigui fet per processos mecànics, magnètics, acústics, digitals, òptics o altres).

## Relació arbitrària so/escriptura de signes
Els ideogrames contenen en la seva forma una part del significat de la paraula que es fan servir per transcriure. Encara arbitrari, el signe es construeix en si mateix d'acord amb el significat. El fonograma, per la seva banda, no té tal relació amb el significat: serveix per transcriure un so independentment del significat a què es referirà aquest so. Per tant, en català, un fonograma pot tenir diferents significats.